# Antje Döll
Antje Döll (tidligere Lauenroth; født 3. oktober 1988 i Haldensleben) er en tysk håndboldspiller, som spiller for SG BBM Bietigheim og Tysklands håndboldlandshold.
Som barn spillede Döll for sin hjembyklub MTV Weferlingen. I 2001 skiftede hun til ungdomsholdet hos HSC 2000 Magdeburg. I 2006 skiftede hun til HSG Bensheim/Auerbach, som også spillede i 2. Bundesliga. Her spillede hun i ni sæsoner, inden skiftet til Bundesliga-klubben SG BBM Bietigheim i sommeren 2015, med hvem hun vandt det tyske mesterskab i 2017, 2019 og 2022.
Döll var ligeledes med til at vinde U/20-VM i håndbold 2008 i Makedonien. I 2015 blev hun første gang en del af den udvidede trup omkring det tyske landshold, inden hun i 2016 blev indkaldt til træningslejr i 2016 af Michael Biegler. Den 8. juni 2017 fik hun så sin officielle debut for landsholdet i 22–17-sejren over Danmark i Aarhus.
Hun er gift med Jan Döll, der også spiller håndbold for SV Salamander Kornwestheim. De blev gift i juni 2022, hvor hun ændrede efternavn fra hendes fødenavn 'Lauenroth'.

## Meritter
- Handball-Bundesliga Frauen:
  - Vinder: 2017, 2019, 2022
- EHF European League:
  - Vinder: 2022